# Extreuodynerus mirificus
Extreuodynerus mirificus (лат.) — вид одиночных ос (Eumeninae), единственный в составе рода Extreuodynerus.

## Описание
От близких родов ос отличается следующими признаками: брюшко без пунктировки; пунктировка груди слабая; мезонотум без парапсидальных бороздок; скутеллюм, метанотум и верх проподеума вдавлены медиально. Проподеум удлиненный, не менее ширины метанотума. Задняя граница тергита I полупрозрачная. Метанотум без боковых зубцов. Тегулы сужаются кзади, достигая заднего конца паратегул. Пронотум шире длины в дорсальном виде; тергит I длиннее ширины в дорсальном виде; задний конец тергита II с неглубокой впадиной. Тергит I более чем в 0,5 раза шире тергита II в дорсальном виде. Средние голени с одной шпорой. Переднее крыло с первой и второй возвратными жилками, исходящими в субмаргинальной ячейке II.

## Распространение
Встречается в Афротропике (Кения).